# Typhlotricholigioides aquaticus
Typhlotricholigioides aquaticus là một loài chân đều trong họ Trichoniscidae. Loài này được Rioja miêu tả khoa học năm 1953.